# Jack Trevor
Jack Trevor (eigentlich Anthony Cedric Sebastian Steane; * 14. Dezember 1893 in London, Stadtteil Lambeth; † 19. Dezember 1976 in Deal, Kent) war ein englischer Schauspieler.

## Leben
Steane war der Sohn wohlhabender Eltern aus der Londoner Oberschicht. Er studierte am New College in Oxford und wurde 1914 zum Kriegsdienst eingezogen. 1916 wurde Captain Steane als Invalide entlassen. Kurz nach Kriegsende heiratete er eine Österreicherin namens Alma, angeblich Tochter von Rudolf von Österreich-Ungarn und dessen Geliebter Mary Vetsera. Bereits nach einem Jahr beging seine Frau Suizid.
Seit 1922 wirkte er unter dem Künstlernamen „Jack Trevor“ in Stummfilmen mit. Von Beginn an verkörperte er den typischen Gentleman, und bereits 1924 trat er erstmals in einem deutschen Film auf. Trevor, der inzwischen die geschiedene Frau des Landbesitzers Harry Penton geheiratet hatte, siedelte 1925 nach Berlin über.
In zahlreichen deutschen Filmen der zwanziger Jahre bediente Trevor regelmäßig das Klischee vom feinen englischen Lord. Mit dem Aufkommen des Tonfilms zog sich der nur bruchstückhaft Deutsch sprechende Engländer in sein neues Domizil in Oberammergau zurück und reiste in Begleitung seiner zwei Söhne durch Europa.
Trevor übernahm später wieder kleine Rollen im deutschen Film. Nach Kriegsausbruch wurde er am 11. September 1939 von der Gestapo verhaftet und interniert. Als Zeichen seiner Loyalität gegenüber den nationalsozialistischen Machthabern musste er ab Januar 1940 die englischsprachigen Nachrichten im Berliner Rundfunk verlesen und in einigen Propagandafilmen mitwirken. Der Rollenumfang dabei war stets ein geringer: In Mein Leben für Irland verkörpert er einen justizmörderischen britischen Richter, der irische Freiheitskämpfer zum Tode verurteilt; in Ohm Krüger sitzt er lediglich schweigend an einem Konferenztisch.
Im Juli 1945 wurde er von den Amerikanern interniert und nach einem Jahr an die Briten überstellt. Wegen „Unterstützung des Feindes im Krieg“ verurteilte ihn der Central Criminal Court am 15. Januar 1947 zu drei Jahren Gefängnis, doch drei Monate später wurde das Urteil vom obersten Berufungsgericht aufgehoben, da man es als erwiesen ansah, dass Trevor dem Feind nur unter Zwang geholfen habe.

## Filmografie
- 1922: Pages of Life
- 1922: The Grass Orphan
- 1922: Petticoat Loose
- 1922: Thrilling Stories From the Strand
- 1924: Not for Sale
- 1925: Die Venus vom Montmartre
- 1925: Sündenbabel
- 1925: Liebe macht blind
- 1925: Die zweite Mutter
- 1925: Die tolle Herzogin
- 1926: Geheimnisse einer Seele
- 1926: Fiaker Nr. 13
- 1926: Trude, die Sechzehnjährige
- 1926: Der goldene Schmetterling
- 1926: Die Insel der verbotenen Küsse
- 1927: Die Frau ohne Namen (2 Teile)
- 1927: Colonialskandal
- 1927: Der Katzensteg
- 1927: Die Jagd nach der Braut
- 1927: Die Spielerin
- 1927: Ein rheinisches Mädchen beim rheinischen Wein
- 1927: Liebesreigen
- 1927: Die Gefangene von Shanghai
- 1927: Der große Unbekannte
- 1927: Die Liebe der Jeanne Ney
- 1927: Das Mädchen mit den fünf Nullen
- 1927: Die Sandgräfin
- 1928: Die Dame und ihr Chauffeur
- 1928: Abwege
- 1928: Die Pflicht zu schweigen
- 1928: Liebeskarneval
- 1928: Champagne
- 1928: Rasputins Liebesabenteuer
- 1928: Unfug der Liebe
- 1928: Moderne Piraten
- 1929: Nachtgestalten
- 1929: Champagner
- 1929: Fräulein Else
- 1929: Die weißen Rosen von Ravensberg
- 1929: Narkose
- 1929: Meine Schwester und ich
- 1929: Die Drei um Edith
- 1929: Deux balles au coeur (nicht aufgeführt)
- 1929: Der Narr seiner Liebe
- 1930: Die große Sehnsucht
- 1930: Two Worlds
- 1930: Terra Melophone Magazin Nr. 1
- 1931: Das Lied der Nationen
- 1932: Die fünf verfluchten Gentlemen
- 1932: A Voice Said Goodnight
- 1932: Lily Christine
- 1935: Henker, Frauen und Soldaten
- 1936: Engel mit kleinen Fehlern
- 1936: Unter heißem Himmel
- 1937: Das schöne Fräulein Schragg
- 1937: Der Scheidungsgrund
- 1937: Tango Notturno
- 1938: Spiegel des Lebens
- 1938: Napoleon ist an allem schuld
- 1938: Frauen für Golden Hill
- 1939: Der letzte Appell
- 1939: Menschen vom Varieté
- 1939: Der Polizeifunk meldet
- 1941: Mein Leben für Irland
- 1941: Carl Peters
- 1941: Ohm Krüger
- 1942: Geheimakte WB 1
- 1942: Rembrandt
- 1943: Immensee
- 1943: Der ewige Klang